# Malleco (bướm đêm)
Malleco là một chi bướm đêm thuộc họ Geometridae.